# Alarm für Cobra 11 – Die Autobahnpolizei/Episodenliste

Logo von 1998 bis 2013

Logo von 2014 bis 2019

Diese Episodenliste enthält alle Episoden der deutschen Actionserie Alarm für Cobra 11 – Die Autobahnpolizei, sortiert nach der deutschen Erstausstrahlung. Die Fernsehserie umfasst derzeit 50 Staffeln mit 383 Episoden, davon 19 Pilotfilme. Hierbei handelt es sich um die Sendestaffeln von RTL.

## Übersicht
| Staffel | Episodenanzahl | Deutschsprachige Erstausstrahlung | Deutschsprachige Erstausstrahlung |
| Staffel | Episodenanzahl | Staffelpremiere                   | Staffelfinale                     |
| ------- | -------------- | --------------------------------- | --------------------------------- |
| 1       | 9              | 12. März 1996                     | 7. Mai 1996                       |
| 2       | 6              | 11. März 1997                     | 15. April 1997                    |
| 3       | 6              | 14. Oktober 1997                  | 2. Dezember 1997                  |
| 4       | 10             | 31. März 1998                     | 18. Juni 1998                     |
| 5       | 8              | 1. Oktober 1998                   | 19. November 1998                 |
| 6       | 8              | 18. März 1999                     | 6. Mai 1999                       |
| 7       | 11             | 16. Dezember 1999                 | 23. März 2000                     |
| 8       | 5              | 9. November 2000                  | 14. Dezember 2000                 |
| 9       | 6              | 5. April 2001                     | 31. Mai 2001                      |
| 10      | 6              | 8. November 2001                  | 20. Dezember 2001                 |
| 11      | 8              | 14. März 2002                     | 2. Mai 2002                       |
| 12      | 9              | 5. September 2002                 | 7. November 2002                  |
| 13      | 5              | 13. März 2003                     | 10. April 2003                    |
| 14      | 9              | 11. September 2003                | 30. Oktober 2003                  |
| 15      | 9              | 18. März 2004                     | 13. Mai 2004                      |
| 16      | 10             | 9. September 2004                 | 18. November 2004                 |
| 17      | 8              | 10. Februar 2005                  | 31. März 2005                     |
| 18      | 5              | 15. September 2005                | 20. Oktober 2005                  |
| 19      | 7              | 30. März 2006                     | 18. Mai 2006                      |
| 20      | 12             | 7. September 2006                 | 16. November 2006                 |
| 21      | 8              | 22. März 2007                     | 10. Mai 2007                      |
| 22      | 7              | 20. September 2007                | 1. November 2007                  |
| 23      | 7              | 13. März 2008                     | 24. April 2008                    |
| 24      | 9              | 4. September 2008                 | 30. Oktober 2008                  |
| 25      | 6              | 5. März 2009                      | 9. April 2009                     |
| 26      | 9              | 3. September 2009                 | 29. Oktober 2009                  |
| 27      | 6              | 11. März 2010                     | 22. April 2010                    |
| 28      | 7              | 2. September 2010                 | 14. Oktober 2010                  |
| 29      | 6              | 10. März 2011                     | 14. April 2011                    |
| 30      | 9              | 15. September 2011                | 10. November 2011                 |
| 31      | 7              | 8. März 2012                      | 19. April 2012                    |
| 32      | 5              | 6. September 2012                 | 4. Oktober 2012                   |
| 33      | 10             | 14. Februar 2013                  | 18. April 2013                    |
| 34      | 7              | 24. Oktober 2013                  | 12. Dezember 2013                 |
| 35      | 7              | 27. März 2014                     | 15. Mai 2014                      |
| 36      | 7              | 9. Oktober 2014                   | 27. November 2014                 |
| 37      | 8              | 12. März 2015                     | 30. April 2015                    |
| 38      | 9              | 10. September 2015                | 5. November 2015                  |
| 39      | 7              | 7. April 2016                     | 26. Mai 2016                      |
| 40      | 12             | 1. September 2016                 | 17. November 2016                 |
| 41      | 7              | 6. April 2017                     | 18. Mai 2017                      |
| 42      | 13             | 14. September 2017                | 21. Dezember 2017                 |
| 43      | 6              | 29. März 2018                     | 3. Mai 2018                       |
| 44      | 11             | 13. September 2018                | 6. Dezember 2018                  |
| 45      | 7              | 21. März 2019                     | 6. Juni 2019                      |
| 46      | 10             | 12. September 2019                | 14. November 2019                 |
| 47      | 6              | 20. August 2020                   | 24. September 2020                |
| 48      | 8              | 29. Juli 2021                     | 12. August 2021                   |
| 49      | 3              | 10. Januar 2023                   | 24. Januar 2023                   |
| 50      | 6              | 14. Januar 2025                   | –                                 |

Pilotfilme in Spielfilmlänge sind fett dargestellt.

## Ära Frank, Ingo & Semir

### Staffel 1
| Nr. (ges.) | Nr. (St.) | Titel                     | Erstausstrahlung |
| ---------- | --------- | ------------------------- | ---------------- |
| 1          | 1         | Bomben bei Kilometer 92   | 12. März 1996    |
| 2          | 2         | Rote Rosen, schwarzer Tod | 19. März 1996    |
| 3          | 3         | Der neue Partner          | 26. März 1996    |
| 4          | 4         | Mord und Totschlag        | 2. April 1996    |
| 5          | 5         | Tod bei Tempo 100         | 9. April 1996    |
| 6          | 6         | Der Alte und der Junge    | 16. April 1996   |
| 7          | 7         | Falsches Blaulicht        | 23. April 1996   |
| 8          | 8         | Der Samurai               | 30. April 1996   |
| 9          | 9         | Endstation für alle       | 7. Mai 1996      |

## Ära Semir & André

### Staffel 2
| Nr. (ges.) | Nr. (St.) | Titel                 | Erstausstrahlung |
| ---------- | --------- | --------------------- | ---------------- |
| 10         | 1         | Ausgesetzt            | 11. März 1997    |
| 11         | 2         | Kaltblütig            | 18. März 1997    |
| 12         | 3         | Shotgun               | 25. März 1997    |
| 13         | 4         | Notlandung            | 1. April 1997    |
| 14         | 5         | Das Attentat          | 8. April 1997    |
| 15         | 6         | Die verlorene Tochter | 15. April 1997   |

### Staffel 3
| Nr. (ges.) | Nr. (St.) | Titel         | Erstausstrahlung  |
| ---------- | --------- | ------------- | ----------------- |
| 16         | 1         | Crash         | 14. Oktober 1997  |
| 17         | 2         | Generalprobe  | 21. Oktober 1997  |
| 18         | 3         | Kindersorgen  | 28. Oktober 1997  |
| 19         | 4         | Bremsversagen | 11. November 1997 |
| 20         | 5         | Rache ist süß | 18. November 1997 |
| 21         | 6         | Raubritter    | 2. Dezember 1997  |

### Staffel 4
| Nr. (ges.) | Nr. (St.) | Titel                | Erstausstrahlung |
| ---------- | --------- | -------------------- | ---------------- |
| 22         | 1         | Sonnenkinder         | 31. März 1998    |
| 23         | 2         | Tödlicher Ruhm       | 7. April 1998    |
| 24         | 3         | Volley Stop          | 16. April 1998   |
| 25         | 4         | Kurze Rast           | 23. April 1998   |
| 26         | 5         | Leichenwagen         | 30. April 1998   |
| 27         | 6         | Gift                 | 7. Mai 1998      |
| 28         | 7         | Zwischen den Fronten | 14. Mai 1998     |
| 29         | 8         | Schnäppchenjäger     | 28. Mai 1998     |
| 30         | 9         | Faule Äpfel          | 4. Juni 1998     |
| 31         | 10        | Schlag zu!           | 18. Juni 1998    |

### Staffel 5
| Nr. (ges.) | Nr. (St.) | Titel                  | Erstausstrahlung  |
| ---------- | --------- | ---------------------- | ----------------- |
| 32         | 1         | Ein Leopard läuft Amok | 1. Oktober 1998   |
| 33         | 2         | Die letzte Chance      | 8. Oktober 1998   |
| 34         | 3         | Tödlicher Sand         | 15. Oktober 1998  |
| 35         | 4         | Im Fadenkreuz          | 22. Oktober 1998  |
| 36         | 5         | Im Nebel verschwunden  | 29. Oktober 1998  |
| 37         | 6         | Die Anhalterin         | 5. November 1998  |
| 38         | 7         | Der tote Zeuge         | 12. November 1998 |
| 39         | 8         | Der Joker              | 19. November 1998 |

### Staffel 6
| Nr. (ges.) | Nr. (St.) | Titel                | Erstausstrahlung |
| ---------- | --------- | -------------------- | ---------------- |
| 40         | 1         | Treibstoff           | 18. März 1999    |
| 41         | 2         | Tödliche Ladung      | 25. März 1999    |
| 42         | 3         | Brennender Ehrgeiz   | 1. April 1999    |
| 43         | 4         | Schattenkrieger      | 8. April 1999    |
| 44         | 5         | Taxi 541             | 15. April 1999   |
| 45         | 6         | Der Richter          | 22. April 1999   |
| 46         | 7         | Der Tod eines Jungen | 29. April 1999   |
| 47         | 8         | Ein einsamer Sieg    | 6. Mai 1999      |

## Ära Semir & Tom (1)

### Staffel 7
| Nr. (ges.) | Nr. (St.) | Titel                  | Erstausstrahlung  |
| ---------- | --------- | ---------------------- | ----------------- |
| 48         | 1         | Höllenfahrt auf der A4 | 16. Dezember 1999 |
| 49         | 2         | Blinde Liebe           | 6. Januar 2000    |
| 50         | 3         | Tulpen aus Amsterdam   | 13. Januar 2000   |
| 51         | 4         | Eine böse Überraschung | 20. Januar 2000   |
| 52         | 5         | Hase und Igel          | 10. Februar 2000  |
| 53         | 6         | Highway Maniac         | 17. Februar 2000  |
| 54         | 7         | Auf der Flucht         | 24. Februar 2000  |
| 55         | 8         | Gefährliches Spielzeug | 2. März 2000      |
| 56         | 9         | Geheimnisvolle Macht   | 9. März 2000      |
| 57         | 10        | Die Hütte am See       | 16. März 2000     |
| 58         | 11        | Die schwarze Rose      | 23. März 2000     |

### Staffel 8
| Nr. (ges.) | Nr. (St.) | Titel                  | Erstausstrahlung  |
| ---------- | --------- | ---------------------- | ----------------- |
| 59         | 1         | Verlorene Erinnerungen | 9. November 2000  |
| 60         | 2         | Janina                 | 16. November 2000 |
| 61         | 3         | Der Maulwurf           | 23. November 2000 |
| 62         | 4         | Schachmatt             | 7. Dezember 2000  |
| 63         | 5         | Schumanns große Chance | 14. Dezember 2000 |

### Staffel 9
| Nr. (ges.) | Nr. (St.) | Titel                    | Erstausstrahlung |
| ---------- | --------- | ------------------------ | ---------------- |
| 64         | 1         | Todesfahrt der Linie 834 | 5. April 2001    |
| 65         | 2         | Fieberträume             | 12. April 2001   |
| 66         | 3         | Tod aus dem Motor        | 19. April 2001   |
| 67         | 4         | Zwischen allen Stühlen   | 3. Mai 2001      |
| 68         | 5         | Crash Kommerz            | 10. Mai 2001     |
| 69         | 6         | Liebe bis in den Tod     | 31. Mai 2001     |

### Staffel 10
| Nr. (ges.) | Nr. (St.) | Titel              | Erstausstrahlung  |
| ---------- | --------- | ------------------ | ----------------- |
| 70         | 1         | Schmölders Traum   | 8. November 2001  |
| 71         | 2         | Doppelter Albtraum | 15. November 2001 |
| 72         | 3         | Tina und Aysim     | 22. November 2001 |
| 73         | 4         | High Speed         | 6. Dezember 2001  |
| 74         | 5         | Feindliche Brüder  | 13. Dezember 2001 |
| 75         | 6         | Die schwarze Witwe | 20. Dezember 2001 |

### Staffel 11
| Nr. (ges.) | Nr. (St.) | Titel           | Erstausstrahlung |
| ---------- | --------- | --------------- | ---------------- |
| 76         | 1         | Truckstop       | 14. März 2002    |
| 77         | 2         | Falsches Spiel  | 21. März 2002    |
| 78         | 3         | Kurzes Glück    | 28. März 2002    |
| 79         | 4         | Ehrensache      | 4. April 2002    |
| 80         | 5         | Der Rennstall   | 11. April 2002   |
| 81         | 6         | Der Kleine      | 18. April 2002   |
| 82         | 7         | Schwarze Schafe | 25. April 2002   |
| 83         | 8         | Black Out       | 2. Mai 2002      |

### Staffel 12
| Nr. (ges.) | Nr. (St.) | Titel                 | Erstausstrahlung   |
| ---------- | --------- | --------------------- | ------------------ |
| 84         | 1         | Hetzjagd              | 5. September 2002  |
| 85         | 2         | Tödliche Kunst        | 12. September 2002 |
| 86         | 3         | Im Kreuzfeuer         | 19. September 2002 |
| 87         | 4         | Wehrlos               | 26. September 2002 |
| 88         | 5         | Bis zum bitteren Ende | 10. Oktober 2002   |
| 89         | 6         | Der perfekte Mord     | 17. Oktober 2002   |
| 90         | 7         | Vater und Sohn        | 24. Oktober 2002   |
| 91         | 8         | Die Clique            | 31. Oktober 2002   |
| 92         | 9         | Späte Rache           | 7. November 2002   |

### Staffel 13
| Nr. (ges.) | Nr. (St.) | Titel                      | Erstausstrahlung |
| ---------- | --------- | -------------------------- | ---------------- |
| 93         | 1         | Tod eines Reporters        | 13. März 2003    |
| 94         | 2         | Ein tiefer Fall            | 20. März 2003    |
| 95         | 3         | Verraten und verkauft      | 27. März 2003    |
| 96         | 4         | Schatten der Vergangenheit | 3. April 2003    |
| 97         | 5         | Abschied                   | 10. April 2003   |

## Ära Semir & Jan

### Staffel 14
| Nr. (ges.) | Nr. (St.) | Titel           | Erstausstrahlung   |
| ---------- | --------- | --------------- | ------------------ |
| 98         | 1         | Feuertaufe      | 11. September 2003 |
| 99         | 2         | Falsche Signale | 18. September 2003 |
| 100        | 3         | Gegen die Zeit  | 18. September 2003 |
| 101        | 4         | Familienbande   | 25. September 2003 |
| 102        | 5         | Tödliche Fracht | 2. Oktober 2003    |
| 103        | 6         | Der Aufprall    | 9. Oktober 2003    |
| 104        | 7         | Rock ’n’ Roll   | 16. Oktober 2003   |
| 105        | 8         | Countdown       | 23. Oktober 2003   |
| 106        | 9         | Der Detektiv    | 30. Oktober 2003   |

### Staffel 15
| Nr. (ges.) | Nr. (St.) | Titel               | Erstausstrahlung |
| ---------- | --------- | ------------------- | ---------------- |
| 107        | 1         | Leichte Beute       | 18. März 2004    |
| 108        | 2         | Ohne Ausweg         | 25. März 2004    |
| 109        | 3         | Heinrich und Paul   | 1. April 2004    |
| 110        | 4         | Im Visier des Todes | 8. April 2004    |
| 111        | 5         | Sabotage            | 8. April 2004    |
| 112        | 6         | Die Todesliste      | 22. April 2004   |
| 113        | 7         | Undercover          | 29. April 2004   |
| 114        | 8         | Vertrauter Feind    | 6. Mai 2004      |
| 115        | 9         | Die Zeugin          | 13. Mai 2004     |

### Staffel 16
| Nr. (ges.) | Nr. (St.) | Titel                | Erstausstrahlung   |
| ---------- | --------- | -------------------- | ------------------ |
| 116        | 1         | Für immer und ewig   | 9. September 2004  |
| 117        | 2         | Um jeden Preis       | 16. September 2004 |
| 118        | 3         | Freunde in Not       | 23. September 2004 |
| 119        | 4         | Showdown             | 30. September 2004 |
| 120        | 5         | Wer Wind sät…        | 7. Oktober 2004    |
| 121        | 6         | Feuer und Flamme     | 14. Oktober 2004   |
| 122        | 7         | Muttertag            | 28. Oktober 2004   |
| 123        | 8         | Gnadenlos            | 4. November 2004   |
| 124        | 9         | Falsche Freundschaft | 11. November 2004  |
| 125        | 10        | Extrem               | 18. November 2004  |

## Ära Semir & Tom (2)

### Staffel 17
| Nr. (ges.) | Nr. (St.) | Titel                | Erstausstrahlung |
| ---------- | --------- | -------------------- | ---------------- |
| 126        | 1         | Comeback             | 10. Februar 2005 |
| 127        | 2         | Der Kommissar        | 17. Februar 2005 |
| 128        | 3         | Heldentage           | 24. Februar 2005 |
| 129        | 4         | Hochspannung         | 3. März 2005     |
| 130        | 5         | Jäger und Gejagte    | 10. März 2005    |
| 131        | 6         | Feindliche Übernahme | 17. März 2005    |
| 132        | 7         | Explosiv             | 24. März 2005    |
| 133        | 8         | Feueralarm           | 31. März 2005    |

### Staffel 18
| Nr. (ges.) | Nr. (St.) | Titel                | Erstausstrahlung   |
| ---------- | --------- | -------------------- | ------------------ |
| 134        | 1         | Brennpunkt: Autobahn | 15. September 2005 |
| 135        | 2         | Notwehr              | 22. September 2005 |
| 136        | 3         | Zivilcourage         | 29. September 2005 |
| 137        | 4         | Auf der Jagd         | 6. Oktober 2005    |
| 138        | 5         | Kleine Schwester     | 20. Oktober 2005   |

### Staffel 19
| Nr. (ges.) | Nr. (St.) | Titel           | Erstausstrahlung |
| ---------- | --------- | --------------- | ---------------- |
| 139        | 1         | Unter Verdacht  | 30. März 2006    |
| 140        | 2         | Am Abgrund      | 6. April 2006    |
| 141        | 3         | Fieber          | 13. April 2006   |
| 142        | 4         | Außer Kontrolle | 20. April 2006   |
| 143        | 5         | Kein Weg zurück | 27. April 2006   |
| 144        | 6         | Flashback       | 11. Mai 2006     |
| 145        | 7         | Unter Feuer     | 18. Mai 2006     |

### Staffel 20
| Nr. (ges.) | Nr. (St.) | Titel                  | Erstausstrahlung   |
| ---------- | --------- | ---------------------- | ------------------ |
| 146        | 1         | Vertrauenssache        | 7. September 2006  |
| 147        | 2         | Volles Risiko          | 7. September 2006  |
| 148        | 3         | Im Angesicht des Todes | 14. September 2006 |
| 149        | 4         | Lauras Entscheidung    | 21. September 2006 |
| 150        | 5         | Tödliche Bewährung     | 28. September 2006 |
| 151        | 6         | Freundschaft           | 5. Oktober 2006    |
| 152        | 7         | Die zweite Chance      | 12. Oktober 2006   |
| 153        | 8         | Frankie                | 19. Oktober 2006   |
| 154        | 9         | Das Versprechen        | 26. Oktober 2006   |
| 155        | 10        | Der letzte Coup        | 2. November 2006   |
| 156        | 11        | Der Fahrer             | 9. November 2006   |
| 157        | 12        | Hals- und Beinbruch    | 16. November 2006  |

## Ära Semir & Chris

### Staffel 21
| Nr. (ges.) | Nr. (St.) | Titel             | Erstausstrahlung |
| ---------- | --------- | ----------------- | ---------------- |
| 158        | 1         | Auf Leben und Tod | 22. März 2007    |
| 159        | 2         | In bester Absicht | 29. März 2007    |
| 160        | 3         | Nemesis           | 5. April 2007    |
| 161        | 4         | Die Partner       | 12. April 2007   |
| 162        | 5         | Gegen jede Regel  | 19. April 2007   |
| 163        | 6         | Der Staatsanwalt  | 26. April 2007   |
| 164        | 7         | Todfeinde         | 3. Mai 2007      |
| 165        | 8         | Schuld und Sühne  | 10. Mai 2007     |

### Staffel 22
| Nr. (ges.) | Nr. (St.) | Titel               | Erstausstrahlung   |
| ---------- | --------- | ------------------- | ------------------ |
| 166        | 1         | Entführt            | 20. September 2007 |
| 167        | 2         | Infarkt             | 27. September 2007 |
| 168        | 3         | Rattennest          | 4. Oktober 2007    |
| 169        | 4         | Ausgeliefert        | 11. Oktober 2007   |
| 170        | 5         | Alte Schule         | 18. Oktober 2007   |
| 171        | 6         | Stunde der Wahrheit | 25. Oktober 2007   |
| 172        | 7         | Familiensache       | 1. November 2007   |

### Staffel 23
| Nr. (ges.) | Nr. (St.) | Titel                  | Erstausstrahlung |
| ---------- | --------- | ---------------------- | ---------------- |
| 173        | 1         | Stadt in Angst         | 13. März 2008    |
| 174        | 2         | Inkasso                | 20. März 2008    |
| 175        | 3         | Auge um Auge           | 27. März 2008    |
| 176        | 4         | Leben und leben lassen | 3. April 2008    |
| 177        | 5         | Totalverlust           | 10. April 2008   |
| 178        | 6         | Exodus                 | 17. April 2008   |
| 179        | 7         | Unter Feinden          | 24. April 2008   |

## Ära Semir & Ben

### Staffel 24
| Nr. (ges.) | Nr. (St.) | Titel              | Erstausstrahlung   |
| ---------- | --------- | ------------------ | ------------------ |
| 180        | 1         | Auf eigene Faust   | 4. September 2008  |
| 181        | 2         | Am Ende der Jugend | 11. September 2008 |
| 182        | 3         | Rabenmutter        | 18. September 2008 |
| 183        | 4         | Schattenmann       | 25. September 2008 |
| 184        | 5         | Unter Druck        | 2. Oktober 2008    |
| 185        | 6         | Wer einmal lügt... | 9. Oktober 2008    |
| 186        | 7         | Der Verrat         | 16. Oktober 2008   |
| 187        | 8         | Die Leibwächter    | 23. Oktober 2008   |
| 188        | 9         | Begraben           | 30. Oktober 2008   |

### Staffel 25
| Nr. (ges.) | Nr. (St.) | Titel                | Erstausstrahlung |
| ---------- | --------- | -------------------- | ---------------- |
| 189        | 1         | Im Aus               | 5. März 2009     |
| 190        | 2         | Die Braut            | 12. März 2009    |
| 191        | 3         | Genies unter sich    | 19. März 2009    |
| 192        | 4         | Das Komplott         | 26. März 2009    |
| 193        | 5         | Die schwarze Madonna | 2. April 2009    |
| 194        | 6         | Himmelfahrtskommando | 9. April 2009    |

### Staffel 26
Die Episode 195 Das Ende der Welt wurde als Jubiläumsfolge 200 vermarktet.
| Nr. (ges.) | Nr. (St.) | Titel              | Erstausstrahlung   |
| ---------- | --------- | ------------------ | ------------------ |
| 195        | 1         | Das Ende der Welt  | 3. September 2009  |
| 196        | 2         | Das Kartell        | 10. September 2009 |
| 197        | 3         | Bruderliebe        | 17. September 2009 |
| 198        | 4         | Operation: Gemini  | 24. September 2009 |
| 199        | 5         | Der Panther        | 1. Oktober 2009    |
| 200        | 6         | Der verlorene Sohn | 8. Oktober 2009    |
| 201        | 7         | Alte Freunde       | 15. Oktober 2009   |
| 202        | 8         | Rhein in Flammen   | 22. Oktober 2009   |
| 203        | 9         | Geliebter Feind    | 29. Oktober 2009   |

### Staffel 27
| Nr. (ges.) | Nr. (St.) | Titel                   | Erstausstrahlung |
| ---------- | --------- | ----------------------- | ---------------- |
| 204        | 1         | Koma                    | 11. März 2010    |
| 205        | 2         | Cyberstorm              | 18. März 2010    |
| 206        | 3         | Kopfgeld auf Kim Krüger | 25. März 2010    |
| 207        | 4         | Tag der Finsternis      | 8. April 2010    |
| 208        | 5         | Spurlos                 | 15. April 2010   |
| 209        | 6         | Codename Tiger          | 22. April 2010   |

### Staffel 28
| Nr. (ges.) | Nr. (St.) | Titel                        | Erstausstrahlung   |
| ---------- | --------- | ---------------------------- | ------------------ |
| 210        | 1         | Der Anschlag                 | 2. September 2010  |
| 211        | 2         | Für das Leben eines Freundes | 9. September 2010  |
| 212        | 3         | Der Prüfer                   | 16. September 2010 |
| 213        | 4         | Der letzte Tag               | 23. September 2010 |
| 214        | 5         | Turbo & Tacho                | 30. September 2010 |
| 215        | 6         | Formel Zukunft               | 7. Oktober 2010    |
| 216        | 7         | Der Angriff                  | 14. Oktober 2010   |

### Staffel 29
| Nr. (ges.) | Nr. (St.) | Titel                    | Erstausstrahlung |
| ---------- | --------- | ------------------------ | ---------------- |
| 217        | 1         | Bad Bank                 | 10. März 2011    |
| 218        | 2         | Das zweite Leben         | 17. März 2011    |
| 219        | 3         | Höher, schneller, weiter | 24. März 2011    |
| 220        | 4         | Und...Action...!         | 31. März 2011    |
| 221        | 5         | In der Schusslinie       | 7. April 2011    |
| 222        | 6         | Toter Bruder             | 14. April 2011   |

### Staffel 30
| Nr. (ges.) | Nr. (St.) | Titel                    | Erstausstrahlung   |
| ---------- | --------- | ------------------------ | ------------------ |
| 223        | 1         | 72 Stunden Angst         | 15. September 2011 |
| 224        | 2         | Wettlauf gegen die Zeit  | 22. September 2011 |
| 225        | 3         | Mitten ins Herz          | 29. September 2011 |
| 226        | 4         | Turbo und Tacho reloaded | 6. Oktober 2011    |
| 227        | 5         | En Vogue                 | 13. Oktober 2011   |
| 228        | 6         | Familienangelegenheiten  | 20. Oktober 2011   |
| 229        | 7         | Babyalarm                | 27. Oktober 2011   |
| 230        | 8         | Die Verschwörung         | 3. November 2011   |
| 231        | 9         | Viva Colonia             | 10. November 2011  |

### Staffel 31
| Nr. (ges.) | Nr. (St.) | Titel          | Erstausstrahlung |
| ---------- | --------- | -------------- | ---------------- |
| 232        | 1         | Überschall     | 8. März 2012     |
| 233        | 2         | Der Ex         | 15. März 2012    |
| 234        | 3         | Hundstage      | 22. März 2012    |
| 235        | 4         | Die Nervensäge | 29. März 2012    |
| 236        | 5         | Die Gejagten   | 5. April 2012    |
| 237        | 6         | Zerbrochen     | 12. April 2012   |
| 238        | 7         | Schlangennest  | 19. April 2012   |

### Staffel 32
| Nr. (ges.) | Nr. (St.) | Titel                         | Erstausstrahlung   |
| ---------- | --------- | ----------------------------- | ------------------ |
| 239        | 1         | Engel des Todes               | 6. September 2012  |
| 240        | 2         | Ohne Gewissen                 | 13. September 2012 |
| 241        | 3         | Operation Hiob                | 20. September 2012 |
| 242        | 4         | Bestellt, entführt, geliefert | 27. September 2012 |
| 243        | 5         | Gier                          | 4. Oktober 2012    |

### Staffel 33
Die Episode 248 Katerstimmung wurde als Jubiläumsfolge 250 vermarktet.
| Nr. (ges.) | Nr. (St.) | Titel                 | Erstausstrahlung |
| ---------- | --------- | --------------------- | ---------------- |
| 244        | 1         | Alleingang            | 14. Februar 2013 |
| 245        | 2         | Der Mentalist         | 21. Februar 2013 |
| 246        | 3         | Gestohlene Liebe      | 28. Februar 2013 |
| 247        | 4         | Das Landei            | 7. März 2013     |
| 248        | 5         | Katerstimmung         | 14. März 2013    |
| 249        | 6         | Das Aupairgirl        | 21. März 2013    |
| 250        | 7         | Freunde fürs Leben    | 28. März 2013    |
| 251        | 8         | Shutdown              | 4. April 2013    |
| 252        | 9         | Geld regiert die Welt | 11. April 2013   |
| 253        | 10        | Tödliche Wahl         | 18. April 2013   |

### Staffel 34
| Nr. (ges.) | Nr. (St.) | Titel                 | Erstausstrahlung  |
| ---------- | --------- | --------------------- | ----------------- |
| 254        | 1         | Auferstehung          | 24. Oktober 2013  |
| 255        | 2         | Die Nachtreporterin   | 31. Oktober 2013  |
| 256        | 3         | Vergeltung            | 7. November 2013  |
| 257        | 4         | Das große Comeback    | 14. November 2013 |
| 258        | 5         | Die kleine Prinzessin | 28. November 2013 |
| 259        | 6         | Wilde Tiere           | 5. Dezember 2013  |
| 260        | 7         | Einsame Entscheidung  | 12. Dezember 2013 |

## Ära Semir & Alex

### Staffel 35
| Nr. (ges.) | Nr. (St.) | Titel                    | Erstausstrahlung |
| ---------- | --------- | ------------------------ | ---------------- |
| 261        | 1         | Revolution               | 27. März 2014    |
| 262        | 2         | Die Geisel               | 3. April 2014    |
| 263        | 3         | Familienfest             | 10. April 2014   |
| 264        | 4         | Lackschäden              | 17. April 2014   |
| 265        | 5         | 1983                     | 24. April 2014   |
| 266        | 6         | Der Wettkampf            | 8. Mai 2014      |
| 267        | 7         | Tote kehren nicht zurück | 15. Mai 2014     |

### Staffel 36
| Nr. (ges.) | Nr. (St.) | Titel                        | Erstausstrahlung  |
| ---------- | --------- | ---------------------------- | ----------------- |
| 268        | 1         | Die dunkle Seite             | 9. Oktober 2014   |
| 269        | 2         | Jung, weiblich, hochexplosiv | 16. Oktober 2014  |
| 270        | 3         | Die Akte Stiller             | 23. Oktober 2014  |
| 271        | 4         | Die letzte Nacht             | 30. Oktober 2014  |
| 272        | 5         | Jump                         | 6. November 2014  |
| 273        | 6         | Der Beschützer               | 13. November 2014 |
| 274        | 7         | Auf eigene Gefahr            | 27. November 2014 |

### Staffel 37
| Nr. (ges.) | Nr. (St.) | Titel                | Erstausstrahlung |
| ---------- | --------- | -------------------- | ---------------- |
| 275        | 1         | Das letzte Rennen    | 12. März 2015    |
| 276        | 2         | Ausgelöscht – Teil 1 | 19. März 2015    |
| 277        | 3         | Ausgelöscht – Teil 2 | 26. März 2015    |
| 278        | 4         | Spiel mit dem Feuer  | 2. April 2015    |
| 279        | 5         | Angst                | 9. April 2015    |
| 280        | 6         | Goal                 | 16. April 2015   |
| 281        | 7         | Wo ist Semir?        | 23. April 2015   |
| 282        | 8         | Tag der Abrechnung   | 30. April 2015   |

### Staffel 38
| Nr. (ges.) | Nr. (St.) | Titel                | Erstausstrahlung   |
| ---------- | --------- | -------------------- | ------------------ |
| 283        | 1         | Vendetta             | 10. September 2015 |
| 284        | 2         | Blutgeld             | 17. September 2015 |
| 285        | 3         | Lockdown             | 17. September 2015 |
| 286        | 4         | Tausend Tode         | 24. September 2015 |
| 287        | 5         | Duell in der Wildnis | 1. Oktober 2015    |
| 288        | 6         | Space                | 15. Oktober 2015   |
| 289        | 7         | Gestohlenes Leben    | 22. Oktober 2015   |
| 290        | 8         | Die Kämpferin        | 29. Oktober 2015   |
| 291        | 9         | Windspiel            | 5. November 2015   |

## Ära Semir & Paul

### Staffel 39
Die Episode 292 Cobra, übernehmen Sie wurde als Jubiläumsfolge 300 vermarktet.
| Nr. (ges.) | Nr. (St.) | Titel                 | Erstausstrahlung |
| ---------- | --------- | --------------------- | ---------------- |
| 292        | 1         | Cobra, übernehmen Sie | 7. April 2016    |
| 293        | 2         | Treibjagd             | 14. April 2016   |
| 294        | 3         | Tödlicher Profit      | 21. April 2016   |
| 295        | 4         | Zahltag               | 28. April 2016   |
| 296        | 5         | Tricks                | 12. Mai 2016     |
| 297        | 6         | Kriegsbeute           | 19. Mai 2016     |
| 298        | 7         | Die falsche Seite     | 26. Mai 2016     |

### Staffel 40
| Nr. (ges.) | Nr. (St.) | Titel                        | Erstausstrahlung   |
| ---------- | --------- | ---------------------------- | ------------------ |
| 299        | 1         | Die Chefin                   | 1. September 2016  |
| 300        | 2         | Auf den Spuren meines Vaters | 8. September 2016  |
| 301        | 3         | Phantomcode                  | 15. September 2016 |
| 302        | 4         | König der Diebe              | 22. September 2016 |
| 303        | 5         | Liebesgrüße aus Moskau       | 29. September 2016 |
| 304        | 6         | Drift                        | 6. Oktober 2016    |
| 305        | 7         | Ausgebrannt                  | 13. Oktober 2016   |
| 306        | 8         | Tod ohne Warnung             | 20. Oktober 2016   |
| 307        | 9         | Der Ernst des Lebens         | 27. Oktober 2016   |
| 308        | 10        | Vaterfreuden                 | 3. November 2016   |
| 309        | 11        | Operation Midas              | 10. November 2016  |
| 310        | 12        | Risiko                       | 17. November 2016  |

### Staffel 41
| Nr. (ges.) | Nr. (St.) | Titel                     | Erstausstrahlung |
| ---------- | --------- | ------------------------- | ---------------- |
| 311        | 1         | FKK-Alarm für Semir       | 6. April 2017    |
| 312        | 2         | Atemlose Liebe            | 13. April 2017   |
| 313        | 3         | Summer & Sharky           | 20. April 2017   |
| 314        | 4         | Gefangen                  | 27. April 2017   |
| 315        | 5         | Der Königsmörder          | 4. Mai 2017      |
| 316        | 6         | Das B-Team                | 11. Mai 2017     |
| 317        | 7         | Geister der Vergangenheit | 18. Mai 2017     |

### Staffel 42
| Nr. (ges.) | Nr. (St.) | Titel                  | Erstausstrahlung   |
| ---------- | --------- | ---------------------- | ------------------ |
| 318        | 1         | Jenseits von Eden      | 14. September 2017 |
| 319        | 2         | Preis der Freundschaft | 21. September 2017 |
| 320        | 3         | Eltern undercover      | 28. September 2017 |
| 321        | 4         | Road Trip              | 12. Oktober 2017   |
| 322        | 5         | Der König von Ahjada   | 19. Oktober 2017   |
| 323        | 6         | Halloween              | 26. Oktober 2017   |
| 324        | 7         | Die verlorenen Kinder  | 2. November 2017   |
| 325        | 8         | Alles aus Liebe        | 9. November 2017   |
| 326        | 9         | Unter Brüdern          | 16. November 2017  |
| 327        | 10        | Ein Scheißtag          | 30. November 2017  |
| 328        | 11        | Freier Fall            | 7. Dezember 2017   |
| 329        | 12        | Blut und Wasser        | 14. Dezember 2017  |
| 330        | 13        | Überleben              | 21. Dezember 2017  |

### Staffel 43
| Nr. (ges.) | Nr. (St.) | Titel                | Erstausstrahlung |
| ---------- | --------- | -------------------- | ---------------- |
| 331        | 1         | Hooray for Bollywood | 29. März 2018    |
| 332        | 2         | Autohacker           | 5. April 2018    |
| 333        | 3         | Blinde Zeugin        | 12. April 2018   |
| 334        | 4         | Held der Straße      | 19. April 2018   |
| 335        | 5         | Kein Entkommen       | 26. April 2018   |
| 336        | 6         | Klassenfahrt         | 3. Mai 2018      |

### Staffel 44
| Nr. (ges.) | Nr. (St.) | Titel                  | Erstausstrahlung   |
| ---------- | --------- | ---------------------- | ------------------ |
| 337        | 1         | Most Wanted            | 13. September 2018 |
| 338        | 2         | Harte Schule           | 20. September 2018 |
| 339        | 3         | Showtime für Paul      | 27. September 2018 |
| 340        | 4         | 5 vor 12               | 4. Oktober 2018    |
| 341        | 5         | Hetzjagd auf Semir     | 11. Oktober 2018   |
| 342        | 6         | Bombenstimmung         | 18. Oktober 2018   |
| 343        | 7         | Das Power-Paar         | 25. Oktober 2018   |
| 344        | 8         | Amnesie                | 1. November 2018   |
| 345        | 9         | Weiberfastnacht        | 8. November 2018   |
| 346        | 10        | Schutzengel            | 29. November 2018  |
| 347        | 11        | Zwischen Leben und Tod | 6. Dezember 2018   |

### Staffel 45
| Nr. (ges.) | Nr. (St.) | Titel                   | Erstausstrahlung |
| ---------- | --------- | ----------------------- | ---------------- |
| 348        | 1         | Endstation              | 21. März 2019    |
| 349        | 2         | Feuerprobe              | 28. März 2019    |
| 350        | 3         | Die Liste               | 4. April 2019    |
| 351        | 4         | Die Wächter von Engonia | 25. April 2019   |
| 352        | 5         | Schuld                  | 16. Mai 2019     |
| 353        | 6         | Der Klient              | 23. Mai 2019     |
| 354        | 7         | Die besten letzten Tage | 6. Juni 2019     |

### Staffel 46
Die Folgen 363 Vermächtnis (1) und 364 Vermächtnis (2) wurden bei der Erstausstrahlung am 14. November 2019 als zusammenhängender 90-Minüter bei RTL ausgestrahlt, obwohl diese als Zweiteiler konzipiert sind.
| Nr. (ges.) | Nr. (St.) | Titel                 | Erstausstrahlung   |
| ---------- | --------- | --------------------- | ------------------ |
| 355        | 1         | Happy Birthday        | 12. September 2019 |
| 356        | 2         | Außer Atem            | 19. September 2019 |
| 357        | 3         | Zoé                   | 26. September 2019 |
| 358        | 4         | Verhängnisvolle Nacht | 3. Oktober 2019    |
| 359        | 5         | Der Sani              | 10. Oktober 2019   |
| 360        | 6         | Auf Bewährung         | 17. Oktober 2019   |
| 361        | 7         | Dienstschluss         | 31. Oktober 2019   |
| 362        | 8         | Brautalarm            | 31. Oktober 2019   |
| 363        | 9         | Vermächtnis – Teil 1  | 14. November 2019  |
| 364        | 10        | Vermächtnis – Teil 2  | 14. November 2019  |

## Ära Semir & Vicky

### Staffel 47
Die Folgen der 47. Sendestaffel wurden jeweils eine Woche vor TV-Ausstrahlung bei TVNOW veröffentlicht.
| Nr. (ges.) | Nr. (St.) | Titel              | Erstausstrahlung   |
| ---------- | --------- | ------------------ | ------------------ |
| 365        | 1         | Der Neue           | 20. August 2020    |
| 366        | 2         | Die ganze Wahrheit | 20. August 2020    |
| 367        | 3         | Schöne neue Welt   | 27. August 2020    |
| 368        | 4         | Kollision          | 10. September 2020 |
| 369        | 5         | Abgründe           | 17. September 2020 |
| 370        | 6         | Ein langer Weg     | 24. September 2020 |

### Staffel 48
Die komplette 48. Sendestaffel wurden bereits am 12. Juli 2021 und damit ca. zweieinhalb Wochen vor Staffelstart bei TVNOW veröffentlicht.
| Nr. (ges.) | Nr. (St.) | Titel              | Erstausstrahlung |
| ---------- | --------- | ------------------ | ---------------- |
| 371        | 1         | Stiller Schmerz    | 29. Juli 2021    |
| 372        | 2         | Erbarmungslos      | 29. Juli 2021    |
| 373        | 3         | Abflug             | 29. Juli 2021    |
| 374        | 4         | Identität          | 5. August 2021   |
| 375        | 5         | Völlig schmerzfrei | 5. August 2021   |
| 376        | 6         | Innerer Feind      | 5. August 2021   |
| 377        | 7         | Das Team – Teil 1  | 12. August 2021  |
| 378        | 8         | Das Team – Teil 2  | 12. August 2021  |

## Eventfilm-Reihe
Seit 2023 wird Alarm für Cobra 11 als Eventfilm-Reihe mit ausschließlich 90-minütigen Spielfilmen produziert, welche im Rahmen der Reihe Tödlicher Dienstag ausgestrahlt werden.

### Staffel 49
| Nr. (ges.) | Nr. (St.) | Titel         | Arbeitstitel          | Onlinepremiere   | TV-Premiere     | Regie           | Drehbuch                        |
| ---------- | --------- | ------------- | --------------------- | ---------------- | --------------- | --------------- | ------------------------------- |
| 379        | 1         | Unversöhnlich | Das Recht auf Krieg   | 20. Oktober 2022 | 10. Januar 2023 | Franco Tozza    | Etienne Heimann                 |
| 380        | 2         | Machtlos      | Das Gesetz der Straße | 27. Oktober 2022 | 17. Januar 2023 | Franco Tozza    | Etienne Heimann, Sabine Leipert |
| 381        | 3         | Schutzlos     | #jedendrittenTag      | 3. November 2022 | 24. Januar 2023 | Darius Simaifar | Marc Hillefeld, Etienne Heimann |

### Staffel 50
| Nr. (ges.) | Nr. (St.) | Titel            | Arbeitstitel                   | Onlinepremiere   | TV-Premiere     | Regie          | Drehbuch                          |
| ---------- | --------- | ---------------- | ------------------------------ | ---------------- | --------------- | -------------- | --------------------------------- |
| 382        | 1         | Kein Kinderspiel | Von der Wiege bis ins Grab     | 8. Januar 2025 1 | 14. Januar 2025 | Lennart Ruff   | Stefan Scheich, Robert Dannenberg |
| 383        | 2         | Hoffnung         | Hoffnung                       | 14. Januar 2025  | 21. Januar 2025 | Lennart Ruff   | Michael Grießler                  |
| 384        | 3         | –                | Blutsbande / Väter und Töchter | –                | –               | Franco Tozza   | –                                 |
| 385        | 4         | –                | Die Jägerin / Die Falle        | –                | –               | Friederike Heß | –                                 |
| 386        | 5         | –                | Sterbensschön                  | –                | –               | Friederike Heß | –                                 |
| 387        | 6         | –                | Bedingungslos                  | –                | –               | Franco Tozza   | –                                 |

## Pilotfilme
Diese Liste stellt einen Überblick über die Pilotfilme dar. Die Pilotfilme bilden den Auftakt zu einigen Staffeln.
| Nr. (Film) | Nr. (Serie/Sendestaffel) | Titel                    | Erstausstrahlung   |
| ---------- | ------------------------ | ------------------------ | ------------------ |
| 1          | 1                        | Bomben bei Kilometer 92  | 12. März 1996      |
| 2          | 48                       | Höllenfahrt auf der A4   | 16. Dezember 1999  |
| 3          | 64                       | Todesfahrt der Linie 834 | 5. April 2001      |
| 4          | 84                       | Hetzjagd                 | 5. September 2002  |
| 5          | 98                       | Feuertaufe               | 11. September 2003 |
| 6          | 116                      | Für immer und ewig       | 9. September 2004  |
| 7          | 158                      | Auf Leben und Tod        | 22. März 2007      |
| 8          | 173                      | Stadt in Angst           | 13. März 2008      |
| 9          | 180                      | Auf eigene Faust         | 4. September 2008  |
| 10         | 195                      | Das Ende der Welt        | 3. September 2009  |
| 11         | 210                      | Der Anschlag             | 2. September 2010  |
| 12         | 223                      | 72 Stunden Angst         | 15. September 2011 |
| 13         | 239                      | Engel des Todes          | 6. September 2012  |
| 14         | 254                      | Auferstehung             | 24. Oktober 2013   |
| 15         | 261                      | Revolution               | 27. März 2014      |
| 16         | 268                      | Die dunkle Seite         | 9. Oktober 2014    |
| 17         | 283                      | Vendetta                 | 10. September 2015 |
| 18         | 292                      | Cobra, übernehmen Sie    | 7. April 2016      |
| 19         | 318                      | Jenseits von Eden        | 14. September 2017 |